# لندنستان

الـنسبة المئوية للأشخاص الذين صرّحوا بأنهم مسلمون في تعداد عام 2011 في منطقة لندن الكبرى.

لندنستان هي لفظة ظهرت في بعض وسائل الإعلام، تشير إلى سهولة عمل الحركات الإسلامية في العاصمة البريطانية لندن، وتساهل الحكومة البريطانية في التعامل مع هذه الحركات.
وقيل أن مساحة هذه الحريات تقلصت بعد هجمات 7 تموز سنة 2005 م، حين قال وقتها رئيس الوزراء توني بلير أن «قواعد اللعبة تغيرت».
وقد صدر سنة 2006 م، كتاب من تأليف ميلاني فيلبس باسم «لندنستان»، تظهر فيه الكاتبة «كيف نما إسلام راديكالي تحت أنف المؤسسة التقليدية البريطانية».